# Lethrus crassus
Lethrus crassus là một loài bọ cánh cứng trong họ Geotrupidae. Loài này được Hillert miêu tả khoa học năm 2004.